# Tierra de Léon
Tierra de León (auch Vinos de León genannt) ist ein Weinbaugebiet innerhalb der Gemarkung Valdevimbre – Los Oteros und befindet sich am südöstlichen Rand der Provinz León, einem Teil der autonomen Region Kastilien-León. Das Gebiet schließt einige Gemeinden der angrenzenden Provinz Valladolid mit ein. Insgesamt umfasst die Region 2.733 Quadratkilometer, von denen etwa 7.000 Hektar mit Reben bestockt sind. 6.000 Hektar sind Teil des seit April 1999 bestehenden Landweinbereichs Vinos de la Tierra de León. Die Rebflächen liegen auf einer Höhe von 750 – 860 msnm, also ähnlich hoch wie das Anbaugebiet Ribera del Duero. Auch das Klima ist wie in Ribera kontinental geprägt. Die durchschnittliche Niederschlagsmenge im Jahr beträgt rund 500 mm.
Das Gebiet hat den Antrag auf eine Umwandlung in eine D.O. gestellt. Dafür wurden ca. 2000 Hektar besonders geeigneter Rebflächen erfasst.
Die Besonderheit der Region liegt in der einheimischen Rebsorte Prieto Picudo (Rebfläche ca. 2000 Hektar). Prieto Picudo ist eine klassische Rosado – Rebsorte. Der Rosé ist frisch und leicht säuerlich, hat einen Alkoholgehalt von 12° und behält viel von der Kohlensäure, die beim Madreo-Verfahren entsteht. Dabei werden dem Most ganze Trauben hinzugefügt, um eine zweite Teilgärung auszulösen. Die erste Gärung verlangsamt sich, die Weine werden aromatischer und voller.
Neben dem Prieto Picudo ist die Mencia eine weit verbreitete Rebsorte. Der rote Tempranillo (hier Tinto Fino genannt) und Garnacha Tinta rundet das Sortenspektrum der roten Rebsorten ab.
Bei den Weißweinen dominiert der Verdejo, der in dieser Region kräftiger ausfällt als in Rueda DO. Als komplementäre Sorte werden der Albariño und Palomino angebaut. Insgesamt spielen Weißweine mit einem Anteil von 15 % nur eine untergeordnete Rolle.
Der Vereinigung Vino Tierra de León gehören derzeit 23 Bodegas an. Dreizehn Kellereien füllen auch ab, die anderen zehn verkaufen Fassware.